# Кемпіно
Кемпіно (пол. Kępino, нім. Kampen) — село в Польщі, у гміні Борув Стшелінського повіту Нижньосілезького воєводства.
Населення — 119 осіб (2011).
У 1975-1998 роках село належало до Вроцлавського воєводства.

## Демографія
Демографічна структура станом на 31 березня 2011 року:
|          | Загалом | Допрацездатний вік | Працездатний вік | Постпрацездатний вік |
| -------- | ------- | ------------------ | ---------------- | -------------------- |
| Чоловіки | 63      | 13                 | 43               | 7                    |
| Жінки    | 56      | 15                 | 29               | 12                   |
| Разом    | 119     | 28                 | 72               | 19                   |